# Дыр бул щыл
«Дыр бул щыл» — стихотворение Алексея Елисеевича Кручёных, написанное с использованием «заумного» языка, в котором, по словам самого автора, «больше русского национального, чем во всей поэзии Пушкина».

## История создания и публикации
Стихотворение было написано в декабре 1912 года. Эту дату автор затем назвал «временем возникновения заумного языка, на котором пишутся целые самостоятельные произведения, а не только отдельные части таковых (в виде припева, звукового украшения и пр.)». Инициатором создания произведения из «неведомых слов» стал Давид Бурлюк. «Дыр бул щыл» был опубликован в январе 1913 года в цикле «3 стихотворения» в книге Кручёных «Помада». По мнению Кручёных, это стихотворение впоследствии стало гораздо известнее его самого.

## Интерпретации
В совместной декларации В. Хлебникова и Кручёных «Слово как таковое» стихотворение «Дыр бул щыл» было провозглашено первым образцом «иного звука и словосочетания». В той же декларации «Дыр бул щыл» служит примером «неприятного для слуха» неразрешённого диссонанса, причиной которому является «диссонанс души».
Различным интерпретациям «Дыр бул щыл» посвящены работы Джеральда Янечека и Николая Богомолова. Игорь Терентьев считал «Дыр бул щыл» загадочным и тайным стихотворением, которое означало «дыру в будущее». Давид Бурлюк писал, что Кручёных, «сам того не зная», создал первое стихотворение на принципе «инициализации словес», то есть «дыр бул щыл» означает «дырой будет уродное лицо счастливых олухов». Зинаида Гиппиус трактовала стихотворение Алексея Кручёных как «то, что случилось с Россией», а Павел Флоренский иронично описывал его как «что-то лесное, коричневое, корявое, всклокоченное выскочило и скрипучим голосом „р л эз“ выводит, как немазаная дверь». По мнению Владислава Ходасевича, знаменитое «Дыр бул щыл» «было исчерпывающим воплощением этого течения (футуризма), его началом и концом, первым криком и лебединой песней. Дальше идти было некуда, да и ненужно, ибо всё прочее в том же роде было бы простым „перепевом“».
Уже в первой версии Кручёных начал затушевывать историческую аллюзию, спонтанно возникшую на тонкой грани русской и украинской орфографии «Дир / Дыр бул», ибо историко-культурным фоном для обращения творческой мысли А. Кручёных к таинственной истории Дира Киевского в те дни стали археологические открытия 1908—1912 годов, связанные со следами христианских общин IX—X веков в «купели крещения Руси», публикации о «князьях-первомучениках» Аскольде-Николае и Дире-Илье, противоречащие официозной москвоцентрической концепции русской истории, а также полуюбилей — 1030-летие захвата Киева Олегом Новгородским в дни завершения подготовки общеимперских торжеств в честь 300-летия Дома Романовых.